# Date A Live
Pour les articles homonymes, voir DAL.
Date A Live (デート・ア・ライブ, Dēto A Raibu) ou DAL est une série de light novel écrite par Kōshi Tachibana et illustrée par Tsunako. Elle est publiée dans le magazine Dragon Magazine depuis 2011. À ce jour, il y a vingt-deux tomes principaux et onze tomes secondaires nommés Date A Live Encore qui sont sortis. Les lights novels sont traduits en anglais et publiés par Yen Press depuis le 23 mars 2021.
Quatre adaptations en mangas ont vu le jour à partir de 2012. Une adaptation en série télévisée d'animation produite par le studio AIC PLUS+ diffusée entre avril et juin 2013 sur Tokyo MX, suivie par une seconde saison produite par le studio Production IMS et diffusée entre avril et juin 2014. Un film d'animation est ensuite diffusé le 22 août 2015. Une troisième saison produite par le studio J.C. Staff est diffusée entre janvier et mars 2019. Une quatrième saison par le studio Geek Toys est diffusée entre avril et juin 2022 a été diffusée du 8 avril au 24 juin 2022. Une cinquième saison en cours de production a été annoncée à la fin du dernier épisode de la saison 4. Peu de temps après la fin de la saison 5 de Date A Live, l'entreprise comité qui gère la série anime de Date A Live fait faillite et disparaît ce qui a pour conséquence de faire arrêter complètement la série anime de Date A Live.
Le 23 septembre 2019, une adaptation en série télévisée d'animation du light novel spin-off nommé Date A Live Fragment: Date A Bullet a été annoncée et produite par le studio Geek Toys.

## Synopsis
La série commence par un phénomène étrange appelé "séisme spatial" dévastant le centre de l'Eurasie, faisant au moins 150 millions de victimes. Durant les trente années suivantes, de petits séismes spatiaux envahissent le monde de manière irrégulière. Dans le présent, Itsuka Shido est un lycéen ordinaire pas doué avec les filles. Le premier jour de cours, un tremblement d'espace détruit la ville et une fille dotée d'une armure apparaît en face de lui. Pris dans une violente bataille, notre héros se retrouve inconscient, et à son réveil il se retrouve dans un vaisseau et apprend que Kotori, sa sœur, en est le capitaine. Cette dernière lui apprend que la fille est l'un des « esprits », des êtres mystérieux venant d'une autre dimension qui déstabilisent l’espace-temps en arrivant sur Terre et que la seule manière d’arrêter cette catastrophe est qu’elles rencontrent enfin l’amour.

## Personnages
Shido Itsuka (五河 士道, Itsuka Shidō)
C'est le personnage masculin principal. Ses cheveux sont bleus et ses yeux sont bruns (jaunes lorsqu'il utilise les pouvoirs des esprits). C'est un jeune garçon de nature gentille, empathique, généreuse et dévouée qui dispose d'un pouvoir et personne ne sait d'où il lui vient, lorsque les esprits qu'il rencontre tombent amoureuses de lui et qu'il les embrasse, il scelle leurs pouvoirs. Et lorsqu'il est blessé, les pouvoirs de l'ange de Kotori lui permettent de se régénérer. Depuis le tome 7 du light novel, il est capable d'invoquer l'ange de Tohka ainsi que d'utiliser par la suite, les anges des autres esprits scellés. Pendant la saison 2, afin d'approcher Miku, il se déguise en fille et se nomme Shiori. Il accepte toutes les demandes et aime beaucoup emmener Tohka en «rendez-vous». C'est aussi un excellent cuisinier.
Tohka Yatogami (夜刀神 十香, Yatogami Tōka)
Tohka est le personnage féminin principal et aussi le premier esprit que rencontre Shido Itsuka. Son nom de code est Princess. Elle a des cheveux noirs et des yeux de couleurs indigo. Au début, elle croit que tous les humains sont des ennemis qui veulent la tuer à cause des attaques qu'elle subie de l'AST en arrivant sur Terre, puis elle découvre que certains humains sont gentils grâce à Shido qui lui a aussi donné son nom. Tohka a une personnalité naïve, énergétique, gaie, enfantine et s’intéresse à tout ce qu'elle voit mais elle a une forte rivalité avec Origami pour l'affection de Shido. Elle est extrêmement gourmande et n'aime pas que les gens fassent du mal à Shido. Elle peut être jalouse lorsque Shido fait quelque chose à un autre esprit et non à elle aussi. Vers la fin de la saison 2, elle se fait capturer par DEM dont le but est de la faire prendre sa forme inversée (la vraie forme d'un esprit dans la dimension voisine selon Westcott, un esprit entre dans cette forme lorsqu'il est exposé à de graves émotions négatives, sa tenue et son ange changent, sa puissance augmente et son comportement devient plus violent et agressif) puis, la tuer pour lui prendre son cristal Qlipha (l'opposé du cristal Sephira). A la fin de la saison 3, Tohka reconnait qu'elle est amoureuse de Shido. Son ange nommé Sandalphon (un ange est l'arme d'un esprit, ils sont différents en fonction de l'esprit) est un trône doré servant de fourreau à son épée et sa tenue astrale est une fusion entre une robe de princesse (d'où son nom de code) et une armure de chevalier.
Dans le film Date A Live: Mayuri Judgement, elle obtient une nouvelle forme grâce à Mayuri combinant les pouvoirs de Tohka et ceux des autres esprits du harem de Shido. Dans cette forme, Tohka manie Sandalphon dans sa main droite et un nouvel ange en forme d'épée nommé Shekinah dans sa main gauche. Sa tenue astrale possède des éléments des tenues astrale des esprits scellés par Shido.
Sous sa forme inversée, Tohka est plus hostile et violente, utilisant une force débridée pour vaincre ses adversaires. Elle perd aussi ses souvenirs récents dont Shido. Elle est surnommée Demon King par Westcott. Son roi démon (la contrepartie maléfique d'un ange) est un trône argenté contenant son épée nommée Nahemah et sa tenue astrale est plus sombre et révélatrice. Cette forme apparaît pour la première fois dans le dernier épisode de la saison 2 quand Shido était sur le point de se faire tuer par Ellen au siège japonais de DEM, Tohka entra alors dans un profond désespoir provoquant alors son "inversion" et réveillant sa personnalité originale et véritable. Elle se déchaîna par la suite, en attaquant tout le monde, y compris Shido et battant Ellen au combat, mais Shido réussi à ramener Tohka à son état normal en l'embrassant à la fin bien qu'elle ne garda pas un seul souvenir des événements sous sa forme inversée. La personnalité de la forme inversée de Tohka sera nommée Tenka (天香, Tenka) par Shido dans le tome 20 du light novel.
On apprend dans le tome 18 du light novel que contrairement aux autres esprits, Tohka n'est pas issue de la fusion d'un cristal Sephira (un cristal contenant les pouvoirs d'un esprit) avec un humain, mais d'un cristal Sephira ayant développé une personnalité et un corps faisant d'elle un "esprit pur" et expliquant pourquoi elle n'avait pas de nom quand Shido l'a rencontré pour la première fois.
Origami Tobiichi (鳶一 折紙, Tobiichi Origami)
Origami est une humaine, membre de l'AST (une armée chargée de tuer les esprits qui arrivent sur Terre) et la rivale de Tohka. Ses cheveux sont blancs et ses yeux sont bleus. Elle intègre l'AST à la suite de la mort de ses parents il y a cinq ans, causée par un esprit. En intégrant l'AST, elle espère retrouver l'esprit de feu surnommé Efreet pour le tuer. Origami apprendra par la suite que Kotori est Efreet mais refusera de croire que ce n'est pas elle qui a tué ses parents. Elle devient la petite amie de Shido pendant son entraînement avec qui elle a des tendances perverses et se dispute souvent avec Tohka. De nature très calme, Origami semble presque indifférente. Après que Shido ait modifié son passé en empêchant la mort de ses parents, Origami est devenue plus gentille, plus douce mais plus timide cependant son ancienne personnalité continue d’exister en elle même si elle ne hait plus les esprits. Dans la saison 3, elle sera embauchée par DEM dans sa quête de puissance pour tuer les esprits. Plus tard, en défiant les esprits, elle sera vaincue par Tohka qui a regagné tous ses pouvoirs la poussant alors à fusionner avec un cristal Sephira donné par Phantom et à se changer en esprit. Elle combattra une seconde fois Tohka et sera capable cette fois de tenir tête à l'esprit en armure cependant, leur combat sera interrompu par Shido et Origami prendra la fuite. Plus tard, après être revenue 5 ans dans le passé grâce aux pouvoirs de Kurumi et découvert le véritable assassin de ses parents, elle entra dans sa forme inversée à cause du profond désespoir ressenti. En revenant dans le présent, elle se mettra alors à attaquer et détruire tout autour d'elle de façon inconsciente, les esprits aidèrent Shido à atteindre Origami mais il ne put l'embrasser et la sceller à cause du désespoir intense observable dans ses yeux comme si son âme était morte. Ainsi, Shido grâce à Kurumi remonta le temps pour empêcher la mort des parents d'Origami.
Sous sa forme d'esprit, le nom de code d'Origami est Angel, son ange est Métatron qui est un ensemble de piliers dorés en forme de plumes pouvant tirer des lasers de lumière et sa tenue astrale est une robe de mariée reflétant le rêve d'Origami de devenir une "mariée mignonne". Après que Shido ait modifié son passé, Origami possède encore ses pouvoirs d'esprit.
Sous sa forme inversée, Origami est surnommée Devil et son roi démon s'appelle Satan, une version plus sombre et puissante de Métatron. Comme pour Tohka Inversée, la tenue astrale d'Origami Inversée est plus sombre et révélatrice.
Kotori Itsuka (五河 琴里, Itsuka Kotori)
Kotori est la petite sœur de Shido par alliance. C'est également l'un des commandants de Ratatoskr (une organisation cherchant à aider et protéger les esprits). Son caractère change en fonction des nœuds qu'elle porte dans les cheveux (blancs, c'est son caractère de petite-sœur chérie naïve et noirs, c'est la commandante autoritaire qui ressort). On apprendra par la suite que c'est une humaine qui a acquis des pouvoirs d'esprit. En tant qu'esprit, elle est surnommée Efreet et peut contrôler le feu. Son ange est une grande hache nommée Camael qui peut se transformer en canon et sa tenue astrale est un kimono composé principalement des couleurs rose et crème. Cinq ans avant, elle a déclenché un immense incendie qui a ravagé la ville de Tengu à cause de sa transformation en esprit par Phantom pour que son frère Shido ne l'abandonne pas . Elle ne se souviendra de ces événements très précisément que lorsque Shido scellera à nouveau ses pouvoirs. Kotori aime son frère plus qu'elle ne le laisse entendre.
Yoshino (四糸乃, Yoshino)
Yoshino est le deuxième esprit que Shido rencontre. Yoshino est une petite fille extrêmement timide et gentille et elle se sert d'une marionnette blanche en forme de lapin, nommée Yoshinon, pour parler. Yoshinon est souvent très direct dans ses propos. Son ange est nommé Zadkiel, il s'agit d'un immense lapin blanc des neiges que Yoshino contrôle en étant sur son dos. Sa tenue astrale, consiste en un costume de lapin vert et un jupon blanc. Lorsque Shido rencontre Yoshino pour la première fois, elle prend peur et s'enfuit. C'est l'esprit le plus pacifiste, elle esquive les attaques des AST et ne cherche quasiment jamais à les attaquer. Elle avoue à Shido que Yoshinon est son héros et qu'elle souhaiterait être aussi forte et cool que lui. Son nom de code est Hermite.
Kurumi Tokisaki (時崎 狂三, Tokisaki Kurumi)
Kurumi est le troisième esprit rencontré par Shido. Elle est aux premiers abords une très belle jeune fille, attirante et charmeuse mais elle est en vérité une personne sadique, folle et tordue, qui est l'esprit "le plus malfaisant" selon Shido. Son nom de code en tant que telle est Nightmare. Elle apparaît comme invincible puisqu'elle peut se régénérer autant qu'elle souhaite en remontant son temps. Elle se fait tuer plusieurs fois et tue elle-même un bon nombre de personnes (elle aurait tué plus de 10 000 personnes d'après Mana). Elle a le pouvoir de se multiplier en invoquant ses "moi" du passé. Le temps qu'il lui reste à vivre est affiché sur son second œil apparaissant comme un cadran inorganique doré, caché par ses cheveux noirs sous sa forme humaine. Elle peut aspirer le temps des autres pour augmenter le sien. Son ange nommé Zafkiel (qui est composé d'une horloge, d'un pistolet à silex et d'un mousquet) est très puissant car il peut contrôler le temps et les ombres et on peut voir dans certains épisodes qu'elle possède de nombreux autres pouvoirs (comme lire dans les souvenirs passés des gens). Sa tenue astrale est une robe de lolita gothique noire et rouge. Le but de Kurumi est de dévorer Shido pour obtenir assez de puissances spirituelles pour remonter le temps 30 ans avant le début de la série et tuer l'esprit d'origine. Pendant la saison 2, elle décide d'aider Shido à récupérer des informations sur Miku et sauver Tohka de DEM. Durant la saison 3, elle aide Origami à remonter le temps pour découvrir le véritable assassin de ces parents, Shido à changer le passé d'Origami et les esprits à sceller le pouvoir spirituel de Shido devenu fou. C'est le seul esprit que Shido ne parviendra pas à sceller.
Reine Murasame (村雨 令音, Murasame Reine)
La novice de Kotori. Elle est engagée pour se déguiser et aider Shido à conclure un rendez-vous avec un esprit pour lui sceller ses pouvoirs.
Mana Takamiya (崇宮 真那, Takamiya Mana)
Mana est une lieutenante de l'AST qui travaille pour DEM et elle est la vraie petite sœur de Shido, que celui-ci a oublié. Elle cachera à celui-ci qu'elle est de l'AST mais il le découvrira rapidement. Mana traque et tue sans cesse Kurumi, qui ressuscite à chaque fois. Victime d'une expérience, son corps en empli de magie. Les conséquences de cette expérience sont qu'elle mourra d'ici dix ans. Après avoir appris que son grand frère était un allié de Ratatosk et qu'il cherchait à sauver les esprits, elle décida de quitter l'AST et DEM pour l'aider.
Kaguya Yamai (八舞 耶倶矢, Yamai Kaguya)
Une fille aux cheveux orange et aux yeux bleus et jumelle de Yuzuru (qui se dispute sans cesse avec elle). Elles rencontrent Shido dans la saison 2 et est le cinquième esprit qu'il rencontre. Elle et sa sœur sont surnommées Berserk à cause des tempêtes qu'elles provoquent. Kaguya est enfantine, immature et parle souvent de manière réaliste. L'arme de Kaguya est une lance nommée El Re'em. Malgré leur personnalité différente et leur rivalité, les sœurs Yamai sont très attachées l'une à l'autre.
Yuzuru Yamai (八舞 夕弦, Yamai Yuzuru)
La jumelle de Kaguya. En fait, elles disent à Shido qu'elles sont un esprit séparé en deux pour une raison inconnue et elles contrôlent le vent. Yuzuru parle de manière robotique et dit toujours le point de commentaire avant de parler du reste, elle adore aussi se moquer de Kaguya. L'arme de Yuzuru est une pendule intitulée El Na'ash et elle peut fusionner son arme avec celui de sa sœur pour créer un arc nommé El Kanaph.
Miku Izayoi (誘宵 美九, Izayoi Miku)
Miku (ou de son ancien nom de scène Tsukino Yoimachi) est le sixième esprit rencontré par Shido et elle apparaît pendant la saison 2. Elle a les cheveux et les yeux violets. Son nom de code est Diva. C'est une idole qui a été accusée de faux scandales après avoir refusé de coucher avec un producteur de télévision. À cause de cela, son agent et ses fans l'ont abandonné l'amenant à perdre sa voix à cause du stress. Elle a envisagé de se suicider jusqu’à ce que Phantom l’approche et lui donne ses pouvoirs d'esprit. Cependant, elle a fini par détester les hommes et donnant par la suite des concerts privés uniquement pour ses fans féminins. Mais, après que Shido ait sauvé Tohka et prouvé son vœu de devenir un fan de Miku, quel que soit le risque, elle décide de l'embrasser pour lui permettre de sceller ses pouvoirs et recommence à chanter pour tout le monde. Elle aime Shido au point de le surnommer "Darling". Son ange est un orgue intitulé Gabriel qui a le pouvoir d'hypnotiser, de contrôler et d'augmenter les capacités physiques des gens et lui permet d'attaquer avec sa voix. Sa tenue astrale est une tenue d'idole jaune.
Natsumi (七罪, Natsumi)
Un esprit aux cheveux et aux yeux verts. Son nom de code est Witch et elle apparaît pendant la saison 3. Son ange nommé Haniel est un balai pouvant transformer des objets ou des humains en n'importe quoi d'autre (comme en des peluches ou d'autres objets inoffensifs et comiques) et peut même copier les pouvoirs des anges des autres esprits. Sa tenue astrale ressemble à une tenue de sorcière. Elle possède deux formes: une forme adulte avec une personnalité joyeuse et énergétique créée avec son ange et sa vraie forme qui est celle d'une petite fille à la personnalité autophobe. Plus tard, après avoir été scellée par Shido, elle deviendra la meilleure amie de Yoshino.
Mayuri (万由里, Mayuri)
Un esprit apparaissant exclusivement dans le film Date A Live: Mayuri Judgement. C'est une jeune fille aux cheveux blonds et aux yeux roses avec une personnalité calme. Elle est l'amalgame des esprits c'est-à-dire qu'elle est née du "mana" émit inconsciemment par les esprits scellés par Shido pendant les deux premières saisons de l'animé en raison de leur stress et de leur désir d'avoir Shido pour elles seules. Pendant le film, elle suit Shido pour observer ses rendez-vous avec les esprits afin d'atteindre son objectif qui est de surveiller les esprits et de s'assurer que leurs humeurs restaient à leur point optimal. Pendant l'observation des rencards, elle commença à tombée amoureuse de Shido. Plus tard après que Shido et les esprits aient découvert l’existence de Mayuri, son ange nommé Kerubiel devint fou, répondant aux sentiments subconscients de jalousie de Mayuri ainsi que son désir de continuer de vivre car dès que Shido aura accompli la mission de Mayuri, elle disparaîtra. L'ange a alors commencé à attaquer sans discrimination tout ce qui était en vue mais fut finalement détruit par la forme fusionnée de Tohka avec l'énergie des autres esprits. Après cela, Shido embrassa et scella les pouvoirs de Mayuri mais elle commença à disparaître car elle n'est composée que d'énergie spirituelle et n'a pas de forme physique. Mayuri avoua son amour à Shido juste avant de disparaître.
Nia Honjô (万本条 二亜, Honjô Nia)
Une mangaka populaire au cheveux gris et aux yeux bleus. Elle apparaît pendant la saison 4. Son ange Rasiel est un livre donnant à son utilisateur la possibilité d'obtenir n'importe quelles informations, lire le passé et modifier l'avenir. Sa tenue astrale Yod est une tenue de nonne. Elle fut enlevée par DEM mais libérée par Kurumi. Après son inversion, elle est scellée par Shido.
Mukuro Hoshimiya (星宮 六喰, Hoshimiya Mukuro)
Une jeune fille aux cheveux et yeux jaunes. Son ange Michael est une grande clé pouvant sceller/desceller et désintégrer n'importe quoi et créer des trous de vers. Elle apparaît durant la saison 4.
Mio Takamiya (崇宮 澪, Takamiya Mio)
L'esprit originel et la créatrice des Cristaux de Sephira. Elle apparaît durant la saison 4.

## Light novel

### Tomes principaux
| no | Japonais | Japonais          | Japonais          |
| no | Titre | Date de sortie    | ISBN              |
| -- | --- | ----------------- | ----------------- |
| 1  | Date A Live Tohka Dead End (デート・ア・ライブ 十香デッドエンド, Dēto A Raibu Tōka Deddo Endo)                   | 19 mars 2011      | 978-4-8291-3623-2 |
| 2  | Date A Live 2 Yoshino Puppet (デート・ア・ライブ2 四糸乃パペット, Dēto A Raibu 2 Yoshino Papetto)                | 20 août 2011      | 978-4-8291-3672-0 |
| 3  | Date A Live 3 Kurumi Killer (デート・ア・ライブ3 狂三キラー, Dēto A Raibu 3 Kurumi Kirā)                         | 19 novembre 2011  | 978-4-8291-3704-8 |
| 4  | Date A Live 4 Itsuka Sister (デート・ア・ライブ4 五河シスター, Dēto A Raibu 4 Itsuka Shisutā)                    | 17 mars 2012      | 978-4-8291-3744-4 |
| 5  | Date A Live 5 Yamai Tempest (デート・ア・ライブ5 八舞テンペスト, Dēto A Raibu 5 Yamai Tenpesuto)                 | 17 août 2012      | 978-4-8291-3795-6 |
| 6  | Date A Live 6 Miku Lily (デート・ア・ライブ6 美九リリィ, Dēto A Raibu 6 Miku Rirī)                               | 20 décembre 2012  | 978-4-8291-3835-9 |
| 7  | Date A Live 7 Miku Truth (デート・ア・ライブ7 美九トゥルース, Dēto A Raibu 7 Miku Turūsu)                        | 19 mars 2013      | 978-4-8291-3871-7 |
| 8  | Date A Live 8 Natsumi Search (デート・ア・ライブ8 七罪サーチ, Dēto A Raibu 8 Natsumi Sāchi)                      | 20 septembre 2013 | 978-4-8291-3938-7 |
| 9  | Date A Live 9 Natsumi Change (デート・ア・ライブ9 七罪チェンジ, Dēto A Raibu 9 Natsumi Chenji)                   | 20 décembre 2013  | 978-4-04-712974-0 |
| 10 | Date A Live 10 Tobiichi Angel (デート・ア・ライブ10 鳶一エンジェル, Dēto A Raibu 10 Tobiichi Enjeru)             | 20 mars 2014      | 978-4-0407-0066-3 |
| 11 | Date A Live 11 Tobiichi Devil (デート・ア・ライブ11 鳶一デビル, Dēto A Raibu 11 Tobiichi Debiru)                 | 20 septembre 2014 | 978-4-04-070143-1 |
| 12 | Date A Live 12 Itsuka Disaster (デート・ア・ライブ12 五河ディザスター, Dēto A Raibu 12 Itsuka Dizasutā)          | 20 juin 2015      | 978-4-04-070151-6 |
| 13 | Date A Live 13 Nia Creation (デート・ア・ライブ13 二亜クリエイション, Dēto A Raibu 13 Nia Kurieishon)            | 20 octobre 2015   | 978-4-04-070694-8 |
| 14 | Date A Live 14 Mukuro Planet (デート・ア・ライブ14 六喰プラネット, Dēto A Raibu 14 Mukuto Puranetto)             | 19 mars 2016      | 978-4-04-070695-5 |
| 15 | Date A Live 15 Mukuro Family (デート・ア・ライブ15 六喰ファミリー, Dēto A Raibu 15 Mukuro Famirī)                | 17 septembre 2016 | 978-4-04-070927-7 |
| 16 | Date A Live 16 Kurumi Refrain (デート・ア・ライブ16 狂三リフレイン, Dēto A Raibu 16 Kurumi Rifurein)             | 18 mars 2017      | 978-4-04-070928-4 |
| 17 | Date A Live 17 Kurumi Ragnarok (デート・ア・ライブ17 狂三ラグナロク, Dēto A Raibu 17 Kurumi Ragunaroku)          | 19 août 2017      | 978-4-04-070929-1 |
| 18 | Date A Live 18 Mio Game Over (デート・ア・ライブ18 澪ゲームオーバー, Dēto A Raibu 18 Mio Gēmu Ōbā)               | 20 mars 2018      | 978-4-04-072565-9 |
| 19 | Date A Live 19 Mio True End (デート・ア・ライブ19 澪トゥルーエンド, Dēto A Raibu 19 Mio Tourū Endo)              | 18 août 2018      | 978-4-04-072821-6 |
| 20 | Date A Live 20 Tohka World (デート・ア・ライブ20 十香ワールド, Dēto A Raibu 20 Tōka Wārudo)                      | 20 mars 2019      | 978-4-04-072822-3 |
| 21 | Date A Live 21 Tohka Good End (1) (デート・ア・ライブ21 十香グッドエンド 上, Dēto A Raibu 21 Tōka Guddo Endo Jō) | 19 octobre 2019   | 978-4-04-073267-1 |
| 22 | Date A Live 22 Tohka Good End (2) (デート・ア・ライブ22 十香グッドエンド 下, Dēto A Raibu 22 Tōka Guddo Endo Ge) | 19 mars 2020      | 978-4-04-073581-8 |

### Tomes secondaires
| no | Japonais                                                                        | Japonais         | Japonais          |
| no | Titre                                                                           | Date de sortie   | ISBN              |
| -- | ------------------------------------------------------------------------------- | ---------------- | ----------------- |
| 1  | Date A Live Encore (デート・ア・ライブ アンコール, Dēto A Raibu Ankōru)         | 18 mai 2013      | 978-4-8291-3892-2 |
| 2  | Date A Live Encore 2 (デート・ア・ライブ アンコール2, Dēto A Raibu Ankōru 2)    | 20 mai 2014      | 978-4-0407-0116-5 |
| 3  | Date A Live Encore 3 (デート・ア・ライブ アンコール3, Dēto A Raibu Ankōru 3)    | 20 décembre 2014 | 978-4-04-070149-3 |
| 4  | Date A Live Encore 4 (デート・ア・ライブ アンコール4, Dēto A Raibu Ankōru 4)    | 20 août 2015     | 978-4-04-070696-2 |
| 5  | Date A Live Encore 5 (デート・ア・ライブ アンコール5, Dēto A Raibu Ankōru 5)    | 20 mai 2016      | 978-4-04-070926-0 |
| 6  | Date A Live Encore 6 (デート・ア・ライブ アンコール6, Dēto A Raibu Ankōru 6)    | 20 décembre 2016 | 978-4-04-072092-0 |
| 7  | Date A Live Encore 7 (デート・ア・ライブ アンコール7, Dēto A Raibu Ankōru 7)    | 20 décembre 2017 | 978-4-04-072564-2 |
| 8  | Date A Live Encore 8 (デート・ア・ライブ アンコール8, Dēto A Raibu Ankōru 8)    | 20 octobre 2018  | 978-4-04-072943-5 |
| 9  | Date A Live Encore 9 (デート・ア・ライブ アンコール9, Dēto A Raibu Ankōru 9)    | 20 juillet 2019  | 978-4-04-073269-5 |
| 10 | Date A Live Encore 10 (デート・ア・ライブ アンコール10, Dēto A Raibu Ankōru 10) | 20 août 2020     | 978-4-04-073270-1 |
| 11 | Date A Live Encore 11 (デート・ア・ライブ アンコール11, Dēto A Raibu Ankōru 11) | 20 mai 2022      | 978-4-04-074603-6 |

### Tomes Spin-off
| no | Japonais | Japonais         | Japonais          |
| no | Titre | Date de sortie   | ISBN              |
| -- | --- | ---------------- | ----------------- |
| 1  | Date A Live Fragment Date A Bullet (デート・ア・ライブ フラグメント デート・ア・バレット, Dēto A Raibu Furagumento Dēto A Baretto)      | 18 mars 2017     | 978-4-04-072239-9 |
| 2  | Date A Live Fragment Date A Bullet 2 (デート・ア・ライブ フラグメント デート・ア・バレット2, Dēto A Raibu Furagumento Dēto A Baretto 2) | 19 août 2017     | 978-4-04-072240-5 |
| 3  | Date A Live Fragment Date A Bullet 3 (デート・ア・ライブ フラグメント デート・ア・バレット3, Dēto A Raibu Furagumento Dēto A Baretto 3) | 20 avril 2018    | 978-4-04-072566-6 |
| 4  | Date A Live Fragment Date A Bullet 4 (デート・ア・ライブ フラグメント デート・ア・バレット4, Dēto A Raibu Furagumento Dēto A Baretto 4) | 18 août 2018     | 978-4-04-072872-8 |
| 5  | Date A Live Fragment Date A Bullet 5 (デート・ア・ライブ フラグメント デート・ア・バレット5, Dēto A Raibu Furagumento Dēto A Baretto 5) | 20 mars 2019     | 978-4-04-073105-6 |
| 6  | Date A Live Fragment Date A Bullet 6 (デート・ア・ライブ フラグメント デート・ア・バレット6, Dēto A Raibu Furagumento Dēto A Baretto 6) | 19 mars 2020     | 978-4-04-073372-2 |
| 7  | Date A Live Fragment Date A Bullet 7 (デート・ア・ライブ フラグメント デート・ア・バレット7, Dēto A Raibu Furagumento Dēto A Baretto 7) | 20 novembre 2020 | 978-4-04-073779-9 |
| 8  | Date A Live Fragment Date A Bullet 8 (デート・ア・ライブ フラグメント デート・ア・バレット8, Dēto A Raibu Furagumento Dēto A Baretto 8) | 20 janvier 2022  | 978-4-04-074363-9 |

## Manga
Quatre adaptations en mangas ont vu le jour. La première, écrite par ringo, a débuté en avril 2012 dans le magazine Monthly Shōnen Ace de l'éditeur Kadokawa Shoten. Sa fin fut précipitée en avril 2013 du fait de l'état de santé de son auteur. Le premier volume est sorti en août 2012. Une adaptation par Sekihiko Inui est publiée entre novembre 2013 et octobre 2014 dans le même magazine. La série comporte trois tomes.
Les deux autres adaptations sont des séries dérivées. Date Ast Like, écrite par Kakashi Oniyazu, est publiée dans le magazine Monthly Dragon Age et compte un total de quatre tomes sortis en mars 2014, tandis que Date A Origami, écrite par Maya Mizuki, est publiée dans le magazine Age Premium et compte un unique volume sorti en mars 2013.

## Anime
Une adaptation en série télévisée d'animation des tomes 1 à 4 du light novel, est annoncée en novembre 2011. Elle est dans un premier temps diffusé en streaming sur le service Niconico en mars 2013, puis à la télévision japonaise en avril 2013.
Une seconde saison adaptant les tomes 5 à 7 du light novel est annoncée à la fin du douzième et dernier épisode de la première saison diffusé en juin 2013. Celle-ci est diffusée du 11 avril au 13 juin 2014. Un OAV est sorti le 9 décembre 2014 avec l'édition limitée du tome 3 de Date A Live Encore,.
Un film d'animation est annoncé en juin 2014. Intitulé Date A Live: Mayuri Judgement, celui-ci est projecté le 22 août 2015 dans les cinémas japonais.
Une troisième saison est diffusée du 11 janvier au 29 mars 2019. Elle adapte les tomes 8 à 12 du light novel.
Une quatrième saison a été diffusée du 8 avril au 24 juin 2022. Elle adapte les tomes 13 à 16 du light novel.
Une cinquième saison a été diffusée du 10 avril au 26 juin 2024. Elle adapte les tomes 17 à 19 du light novel.
Le 10 juillet 2020, deux films d'animation sur le light novel spin-off Date A Live Fragment: Date A Bullet ont été annoncés. Le premier film nommé Date A Bullet: Dead or Bullet sera diffusé le 14 août 2020 et le second film nommé Date A Bullet: Nightmare or Queen sera diffusé le 13 novembre 2020 dans les cinémas japonais.
En France, l'animé est licencié par Wakanim (saison 1 à 4, OVA et films) et par Crunchyroll (saison 4). L'animé est diffusé par Funimation en Amérique du Nord et par Madman Entertainment en Australie.

### Liste des épisodes

#### Saison 1
| No  | Titre en français              | Titre original                                | Date de 1re diffusion |
| --- | ------------------------------ | --------------------------------------------- | --------------------- |
| 1   | 10 avril                       | 四月一〇日 Shigatsu Tōka                      | 6 avril 2013          |
| 2   | Nouvelle rencontre             | 再接近遭遇 Sai-sekkin Sōgū                    | 13 avril 2013         |
| 3   | L'épée qui déchire le ciel     | 空分かつ剣(つるぎ) Sora Wakatsu Tsurugi       | 20 avril 2013         |
| 4   | Triste pluie                   | 不機嫌な雨 Fukigen na Ame                     | 27 avril 2013         |
| 5   | Terre gelée                    | 凍て付く大地 Itetsuku Daichi                  | 4 mai 2013            |
| 6   | Les sources chaudes de l'amour | 恋する温泉 Koisuru Onsen                      | 11 mai 2013           |
| 7   | Visiteurs                      | 来訪者達 Raihōsha-tachi                       | 18 mai 2013           |
| 8   | Le trio des furies             | 三重狂騒曲 Sanjū Kyōsō Kyoku                  | 25 mai 2013           |
| 9   | Nightmare en furie             | 狂乱の悪夢 Kyōran no Akumu                    | 1er juin 2013         |
| 10  | L'esprit du feu (Efreet)       | 炎の精霊(イフリート) Honō no Seirei (Ifurīto) | 8 juin 2013           |
| 11  | Compte à rebours               | カウントダウン Kauntodaun                     | 15 juin 2013          |
| 12  | Ce qu'on ne peut abandonner    | 譲れないもの Yuzurenai Mono                   | 22 juin 2013          |
| OAV | Date to Date                   | DATE TO DATE                                  | 6 décembre 2013       |

#### Saison 2
| No  | Titre en français                              | Titre original                                  | Date de 1re diffusion |
| --- | ---------------------------------------------- | ----------------------------------------------- | --------------------- |
| 1   | Daily Life                                     | デイリー・ライフ Deirī Raifu                    | 11 avril 2014         |
| 2   | Les Filles du Typhon                           | 颶風(ぐふう)の御子 Gufū no Miko                 | 18 avril 2014         |
| 3   | Deux souhaits                                  | 二つの願い Futatsu no Negai                     | 25 avril 2014         |
| 4   | Manifestation                                  | 顕現 Kengen                                     | 2 mai 2014            |
| 5   | Diva                                           | ディーヴァ Dīva                                 | 9 mai 2014            |
| 6   | La musique des Filles                          | ガールズ・ミュージック Gāruzu Myūjikku          | 16 mai 2014           |
| 7   | La chanteuse de l'armée destructrice (Gabriel) | 破軍歌姫(ガブリエル) Hagun Utahime (Gaburieru)  | 23 mai 2014           |
| 8   | La Promesse à tenir                            | 果たすべき約束 Hatasubeki Yakusoku              | 30 mai 2014           |
| 9   | La Vérité de Miku                              | 美九の真実 Miku no Shinjitsu                    | 6 juin 2014           |
| 10  | La Forme Inversée                              | 反転 Hanten                                     | 13 juin 2014          |
| OAV | Kurumi Star Festival                           | 狂三スターフェスティバル Kurumi sutā fesutibaru | 9 décembre 2014       |

#### Saison 3
| No | Titre en français                    | Titre original                                                              | Date de 1re diffusion |
| -- | ------------------------------------ | --------------------------------------------------------------------------- | --------------------- |
| 1  | Le septième esprit                   | 七番目の精霊 Nana-ban me no Seirei                                          | 11 janvier 2019       |
| 2  | Réussiras-tu à me trouver ?          | 私を見つけられる? Watashi o mitsukerareru?                                  | 18 janvier 2019       |
| 3  | Tu es Natsumi                        | 七罪はおまえだ Natsumi wa omae da                                           | 25 janvier 2019       |
| 4  | Transformation                       | 変身 Henshin                                                                | 1er février 2019      |
| 5  | Le désespoir vient s'écrouler        | 絶望が落ちてくる Zetsubō ga ochitekuru                                      | 8 février 2019        |
| 6  | Des chemins séparés                  | 分かたれた道 Wakatareta michi                                               | 15 février 2019       |
| 7  | Un nouveau pouvoir                   | もたらされた力 Motarasareta chikara                                         | 22 février 2019       |
| 8  | Le roi-démon qui répand les ténèbres | 闇降る夜の魔王 Yami furu Yoru no Maō                                        | 1er mars 2019         |
| 9  | La ville de Tengû, il y a 5 ans      | 五年前、天宮市 Gonenmae, Tengū-shi                                          | 8 mars 2019           |
| 10 | Nouveau monde, nouvelle personne     | もうひとつの世界、もうひとりの彼女 Mō hitotsu no sekai, mō hitori no kanojo | 15 mars 2019          |
| 11 | L'ange d'une nuit étoilée            | 星降る夜の天使 Hoshi furu yoru no tenshi                                    | 22 mars 2019          |
| 12 | À la conquête d'Itsuka Shidô         | 五河士道を攻略せよ Itsuka Shidō o kōryaku seyo                              | 29 mars 2019          |

#### Saison 4
| No | Titre en français                       | Titre original                                                     | Date de 1re diffusion |
| -- | --------------------------------------- | ------------------------------------------------------------------ | --------------------- |
| 1  | Panique pas, un esprit te tend un piège | あわてるな。これは精霊の罠だ Awateru na. Kore wa Seirei no Wana da | 8 avril 2022          |
| 2  | Soit, ce sera en 2D                     | よろしい、ならば二次元だ Yoroshii, Naraba Nijigen da               | 15 avril 2022         |
| 3  | Ce qui est à toi est à moi              | 君のものは私のもの Kimi no Mono wa Watashi no Mono                 | 22 avril 2022         |
| 4  | L'esprit du firmament                   | 宙の精霊 Sora no Seirei                                            | 29 avril 2022         |
| 5  | Fairy Tale                              | フェアリー・テール Fearī Tēru                                      | 6 mai 2022            |
| 6  | À cœur ouvert                           | 開かれた心 Hirakareta Kokoro                                       | 13 mai 2022           |
| 7  | Souvenirs sous clé                      | 閉じられた記憶 Tojirareta Kioku                                    | 20 mai 2022           |
| 8  | La clé et l'épée                        | (鍵と剣 Kagi to Ken                                                | 27 mai 2022           |
| 9  | La séduction du cauchemar               | 夢魔の誘惑 Muma no Yūwaku                                          | 3 juin 2022           |
| 10 | Le temps de la fille                    | 乙女の時間 Otome no Jikan                                          | 10 juin 2022          |
| 11 | Les crimes du passé                     | 過日の罪業 Kajitsu no Zaigō                                        | 17 juin 2022          |
| 12 | Le cycle du salut                       | 救済の輪廻 Kyūsai no Rinne                                         | 24 juin 2022          |

#### Saison 5
| No | Titre en français            | Titre original                | Date de 1re diffusion |
| -- | ---------------------------- | ----------------------------- | --------------------- |
| 1  | Signal de guerre             | 開戦の狼煙 Kaisen no Noroshi  | 10 avril 2024         |
| 2  | Dernier repos                | 最後の休息 Saigo no kyūsoku   | 17 avril 2024         |
| 3  | Pas de traduction officielle | 精霊の復活 Seirei no Fukkatsu | 24 avril 2024         |

### Musiques
| Générique | Début                      | Début        | Début       | Fin                   | Fin                   | Fin                                              |
| Générique | Épisodes                   | Titre        | Artiste     | Épisodes              | Titre                 | Artiste                                          |
| --------- | -------------------------- | ------------ | ----------- | --------------------- | --------------------- | ------------------------------------------------ |
| Saison 1  | 1 (DVD) / 2 (TV) – 12, OAV | Date A Live  | sweet ARMS  | 1, OAV                | Hatsukoi Winding Road | Kayoko Tsumita, Risako Murai et Midori Tsukimiya |
| Saison 1  | 1 (DVD) / 2 (TV) – 12, OAV | Date A Live  | sweet ARMS  | 1 (DVD), Pair         | Save The World        | Iori Nomizu                                      |
| Saison 1  | 1 (DVD) / 2 (TV) – 12, OAV | Date A Live  | sweet ARMS  | 3, 7, 9, 11           | Save My Heart         | Iori Nomizu                                      |
| Saison 1  | 1 (DVD) / 2 (TV) – 12, OAV | Date A Live  | sweet ARMS  | 5                     | Strawberry Rain       | Iori Nomizu                                      |
| Saison 2  | 1 – 10                     | Trust in you | sweet ARMS  | 1 – 9 (TV) / 10 (DVD) | Day to Story          | Kaori Sadohara                                   |
| Saison 2  | 1 – 10                     | Trust in you | sweet ARMS  | 10 (TV)               | My Treasure           | Minori Chihara                                   |
| Saison 3  | 2, 4 – 7, 9 – 12           | I swear      | sweet ARMS  | 1                     | I swear               | sweet ARMS                                       |
| Saison 3  | 2, 4 – 7, 9 – 12           | I swear      | sweet ARMS  | 2 – 12                | Last Promise          | Erii Yamazaki                                    |
| Saison 4  | 1 - 12                     | OveR         | Miyu Tomita | 1 - 12                | S.O.S                 | sweet ARMS                                       |
| Saison 5  |                            | Paradoxes    | Miyu Tomita |                       | Hitohira              | sweet ARMS                                       |

### Doublage
| Personnages      | Voix japonaises    | Voix françaises,   |
| ---------------- | ------------------ | ------------------ |
| Shidō Itsuka     | Nobunaga Shimazaki | Nicolas Dussaut    |
| Tohka Yatogami   | Marina Inoue       | Charlotte Hervieux |
| Kotori Itsuka    | Ayana Taketatsu    | Léopoldine Serre   |
| Origami Tobiichi | Misuzu Togashi     | Kaïna Blada        |
| Yoshino          | Iori Nomizu        | Clotilde Verry     |
| Kurumi Tokisaki  | Asami Sanada       | Valerie Bescht     |
| Reine            | Aya Endō           | Valerie Bescht     |
| Kaguya Yamai     | Maaya Uchida       | Kaïna Blada        |
| Yuzuru Yamai     | Sarah Emi Bridcutt | Lou Dubernat       |
| Miku Izayoi      | Minori Chihara     | Geneviève Doang    |
| Mayuri           | Sora Amamiya       |                    |
| Natsumi          | Ayumi Mano         | Lou Dubernat       |
| Nia Honjô        | Hitomi Nabatame    | Maeva Méline       |
| Mukuro Hoshimiya | Akari Kageyama     | Jade Jonot         |
| Mio Takamiya     | Aya Endō           | Valerie Bescht     |
| White Queen      | Saori Ōnishi       |                    |
| Hibiki Higoromo  | Kaede Hondo        |                    |
| Tsuan            | Mariya Ise         |                    |
| Panie            | Rina Hidaka        |                    |
| Yui Sagakure     | Asami Seto         |                    |
| Isami Hijikata   | Natsumi Fujiwara   |                    |

## Produits dérivés

### Jeux vidéo
Un jeu vidéo développé par Compile Heart et Sting Entertainment intitulé Date A Live: Rinne Utopia (デート・ア・ライブ　凜祢ユートピア, Dēto A Raibu Rinne Yūtopia) et est sorti au Japon le 27 juin 2013 sur PlayStation 3. Un second jeu, Date A Live: Arusu Install (デート・ア・ライブ　或守インストール, Dēto A Raibu Arusu Insutōru), est sorti au Japon le 26 juin 2014 sur PlayStation 3.
Une compilation, Date A Live Twin Edition: Rio Reincarnation (デート・ア・ライブ Twin Edition  凜緒リンカーネイション, Dēto A Raibu Tsuin Edishon Rio Rinkāneishon), regroupant les deux jeux PlayStation 3 et un nouvel épisode est commercialisé le 30 juillet 2015 PlayStation Vita,. La compilation est adaptée sur PlayStation 4 et est sortie le 12 octobre 2017 au Japon puis est sortie le 23 juillet 2019 sur Steam (PC) et PlayStation 4 en Amérique du Nord et en Europe.
Un jeu mobile nommé Date A Live: Spirit Pledge est sortie le 17 septembre 2018 sur iOS et Android. Une version HD du jeu est sortie le 8 juin 2022.
Un cinquième jeu nommé Date A Live: Ren Dystopia (デート・ア・ライブ蓮ディストピア, Dēto A Raibu: Ren Disutopia)  est sortie au Japon le 24 septembre 2020 sur PlayStation 4.

### DVD
| Coffret  | Date de sortie    | Épisodes |
| Saison 1 | Saison 1          | Saison 1 |
| -------- | ----------------- | -------- |
| 1        | 28 juin 2013      | 1 - 2    |
| 2        | 26 juillet 2013   | 3 - 4    |
| 3        | 30 août 2013      | 5 - 6    |
| 4        | 27 septembre 2013 | 7 - 8    |
| 5        | 25 octobre 2013   | 9 - 10   |
| 6        | 29 novembre 2013  | 11 - 12  |
| Saison 2 |                   |          |
| 1        | 27 juin 2014      | 1 - 2    |
| 2        | 25 juillet 2014   | 3 - 4    |
| 3        | 29 août 2014      | 5 - 6    |
| 4        | 26 septembre 2014 | 7 - 8    |
| 5        | 31 octobre 2014   | 9 - 10   |

### Light novel
Série originale
1. 1 2  Tome 1
2. 1 2  Tome 2
3. 1 2  Tome 3
4. 1 2  Tome 4
5. 1 2  Tome 5
6. 1 2  Tome 6
7. 1 2  Tome 7
8. 1 2  Tome 8
9. 1 2  Tome 9
10. 1 2  Tome 10
11. 1 2  Tome 11
12. 1 2  Tome 12
13. 1 2  Tome 13
14. 1 2  Tome 14
15. 1 2  Tome 15
16. 1 2  Tome 16
17. 1 2  Tome 17
18. 1 2  Tome 18
19. 1 2  Tome 19
20. 1 2  Tome 20
21. 1 2  Tome 21
22. 1 2  Tome 22

Date A Live Encore
1. 1 2  Tome 1
2. 1 2  Tome 2
3. 1 2  Tome 3
4. 1 2  Tome 4
5. 1 2  Tome 5
6. 1 2  Tome 6
7. 1 2  Tome 7
8. 1 2  Tome 8
9. 1 2  Tome 9
10. 1 2  Tome 10
11. 1 2  Tome 11

Date A Live Fragment: Date A Bullet
1. 1 2  Tome 1
2. 1 2  Tome 2
3. 1 2  Tome 3
4. 1 2  Tome 4
5. 1 2  Tome 5
6. 1 2  Tome 6
7. 1 2  Tome 7
8. 1 2  Tome 8